# Arthena
 (mars 2025).
Arthena ou Association pour la Diffusion de l'Histoire de l'Art a pour objet d'éditer des ouvrages d'histoire de l'art à caractère scientifique.
Créée en 1977 à l'initiative de conservateurs, de professeurs d'université et d'amateurs avec le soutien de grandes institutions (Louvre, Sorbonne, Collège de France, Centre national du livre...) en réponse à la difficulté chronique de trouver des éditeurs, Arthena a publié en quarante ans, plus de soixante-dix ouvrages de référence – pour l’essentiel des monographies – le plus souvent sur l’art français, du XVIe au milieu du XIXe siècle, récompensés par de nombreux prix. L’association joue ainsi un rôle essentiel dans le développement de l’histoire de l’art en France ainsi que dans la diffusion de la connaissance du patrimoine artistique national, notamment à l’étranger.
Son fonctionnement, qui repose sur le bénévolat, autorise la vente à des prix raisonnables de livres dont le prix de revient est par nature élevé en raison de l'importance des illustrations et d'une clientèle restreinte.
L'action d'Arthena contribue directement à la diffusion de la connaissance du patrimoine artistique français, notamment à l'étranger ; le programme éditorial de l'association est riche de manuscrits de qualité apportés par des chercheurs qui ont avec Arthena la perspective de publier leurs travaux.

## Organisation de l'association
- Président : Pierre Rosenberg de l'Académie française, président-directeur honoraire du musée du Louvre
- Délégué général : Christian Volle
- Délégué général adjoint : Nicolas Lesur
- Secrétaire général : Jean-François Desbuquois
- Trésorier : Olivier Scherberich
- Responsable d'édition : Céline Nicaud-Jérôme

- Comité scientifique : 
  - Colin B. Bailey (Director, The Morgan Library and Museum, New York),
  - Keith Christiansen (John Pope-Hennessy Chairman, Department of European Paintings, The Metropolitan Museum of Art, New York),
  - Jean-Pierre Cuzin (ancien directeur du département des Peintures du musée du Louvre),
  - Jacques Foucart (conservateur général honoraire des musées nationaux),
  - Elena Fumagalli (Professeur d'histoire de l'art à l'université de Modène),
  - Thomas W. Gaehtgens (Director, Getty Research Institute, Los Angeles),
  - Christophe Leribault (Président de l'établissement public du château, du musée et du domaine national de Versailles),
  - Alain Mérot (professeur émérite à l'université Paris-Sorbonne),
  - Anna Ottani Cavina (Professore Emerito, Università di Bologna. Direttore onorario, Fondazione Federico Zeri),
  - Nicholas Penny (Former Director, The National Gallery, Londres).

- Directeurs de publication : 
  - Claire Barbillon (directrice de l'École du Louvre),
  - Émilie Beck Saiello (Maître de conférence à l'université Sorbonne-Paris-Nord),
  - Olivier Bonfait (professeur d'histoire de l'art moderne à l'université de Bourgogne),
  - Anne-Lise Desmas (Directrice du département des Sculptures et Objets d'art du J. Paul Getty Museum de Los Angeles),
  - Christine Gouzi (professeur d'histoire de l'art moderne à l'université Paris-Sorbonne),
  - Guillaume Kazerouni (Responsable des collections d'art ancien du musée des Beaux-Arts de Rennes),
  - Stéphane Loire (conservateur général au département des Peintures du musée du Louvre),
  - Patrick Michel (professeur d'histoire de l'art moderne à l'université Lille 3 - Charles de Gaulle),
  - Xavier Salmon (conservateur général, directeur du département des Arts graphiques du musée du Louvre),
  - Guilhem Scherf (conservateur général au département des Sculptures du musée du Louvre),
  - Philippe Sénéchal (professeur d'histoire de l'art moderne à l'université de Picardie Jules-Verne),
  - Pierre Sérié (maître de conférence en histoire de l'art moderne à l'université Clermont-Auvergne),
  - Pierre Stépanoff (Directeur du musée de Picardie),
  - Olivia Voisin (Directrice des musées d'Orléans).

- Anciens présidents : 
  - Alain Willk† (1977-1979),
  - Alain Leclair† (1979-1985),
  - Pierre Vozlinsky† (1985-1994),
  - Nicole Willk-Brocard (1994-2000) président d'honneur,
  - Antoine Schnapper† (2000-2004).

## Liste des publications
Par date de publication

### Années 1970
- François-Guillaume Ménageot (1744-1816), Peintre d'histoire, directeur de l'Académie de France à Rome, par Nicole Willk-Brocard, 1978 (OCLC 4733906). (épuisé)
- La Peinture d'histoire en France de 1747 à 1785, par Jean Locquin, 1978 (OCLC 4445657). (épuisé)
- Jean-Simon Berthélemy, 1743-1811, par Nathalie Volle, 1979 (OCLC 6864902). (épuisé)
- Souvenirs d'un directeur des Beaux-Arts, par Philippe de Chennevières, 1979 (OCLC 8532196).

### Années 1980
- Les peintures de l'Opéra de Paris de Baudry à Chagall, 1980 (OCLC 7193250).
- La Peinture Troubadour, deux artistes lyonnais, Pierre Révoil, 1776-1842, Fleury-Richard, 1777-1852, par Marie-Claude Chaudonneret, 1980 (OCLC 7348060 ). (épuisé)
- Nicolas Bertin (1668-1736), par Thierry Lefrançois, 1981 (OCLC 8241047). (épuisé)
- Robert Le Lorrain (1666-1743), par Michèle Beaulieu, 1982  (ISBN 2-903239-01-0). (épuisé)
- Pierre Peyron (1744-1814), par Pierre Rosenberg et Udolpho van de Sandt, 1983  (ISBN 2-903239-02-9). (épuisé)
- Lajoüe et l'Art Rocaille, par Marianne Roland Michel, 1984  (ISBN 2-903239-03-7). (épuisé)
- François Le Moyne and his generation (1688-1737), par Jean-Luc Bordeaux, 1985  (ISBN 2-903239-04-5). (épuisé)
- Jacques Réattu (1760-1833), Peintre de la Révolution française, par Katrin Simons, 1985  (ISBN 2-903239-05-3).
- Gaspard Dughet (1615-1675), par Marie-Nicole Boisclair, 1986  (ISBN 2-903239-06-1). (épuisé)
- Le renouveau de la peinture religieuse en France 1800-1860, par Bruno Foucart, 1987  (ISBN 2-903239-07-X). (épuisé)
- Eustache Le Sueur (1616-1655), par Alain Mérot, 1987  (ISBN 2-903239-08-8). (épuisé)
- Joseph-Marie Vien (1716-1809), par Thomas W. Gaehtgens et Jacques Lugand, 1988  (ISBN 2-903239-09-6) (épuisé).
- Antoine Coypel (1661-1722), par Nicole Garnier, 1989  (ISBN 2-903239-10-X). (épuisé)

### Années 1990
- Thomas Blanchet (1614-1689), par Lucie  Galactéros-de Boissier, 1991  (ISBN 2-903239-11-8). (épuisé)
- Les Frères Goncourt, Collectionneurs de dessins, par Élisabeth Launay, 1991  (ISBN 2-903239-12-6).
- Gérard de Lairesse (1640-1711), par Alain Roy, 1992  (ISBN 2-903239-13-4).
- Giuseppe Cades (1750-1799), et la Rome de son temps, par Maria Teresa Caracciolo, 1992  (ISBN 2-903239-14-2). (épuisé)
- L’Atelier d’Ingres, par Amaury-Duval, présentation  par Daniel Ternois, 1993  (ISBN 2-903239-15-0).
- Claude Vignon (1593-1670), par Paola Pacht Bassani, 1993  (ISBN 2-903239-16-9). (épuisé)
- Philippe-Auguste Hennequin (1762-1833), par Jérémie Benoit, 1994  (ISBN 2-903239-17-7).
- Charles Coypel (1694 - 1752), par Thierry Lefrançois, 1994  (ISBN 2-903239-18-5).
- Une dynastie : les Hallé, (Daniel Hallé, Claude Guy Hallé, Noël Hallé), par Nicole  Willk-Brocard, 1995  (ISBN 2-903239-19-3).
- Alexandre Joseph Paillet. Expert et marchand de tableaux à la fin du XVIIIe siècle, par JoLynn Edwards, 1996  (ISBN 2-903239-20-7).
- Corneille de La Haye dit Corneille de Lyon (1500/1515-1575), par Anne Dubois de Groër, 1997  (ISBN 2-903239-21-5) (épuisé).
- Charles Poerson (1609-1667), par Barbara Brejon de Lavergnée, Nicole de Reyniès, Nicolas Sainte Fare Garnot, 1997  (ISBN 2-903239-22-3).
- Les Watteau de Lille, Louis Watteau (1731-1798), François Watteau (1758-1823), par Gaëtane Maës, 1998  (ISBN 2-903239-23-1).
- Laurent Delvaux (1696-1778), par Alain Jacobs, 1999  (ISBN 2-903239-24-X).
- Napoléon : portraits contemporains, par Gérard Hubert et Guy Ledoux-Lebard, 1999  (ISBN 2-903239-25-8).

### Années 2000
- Eustache Le Sueur (1616-1655), par Alain Mérot, 2000 (réédition enrichie de celle de 1987)  (ISBN 2-903239-26-6).
- Jean Restout (1692-1768), peintre d'histoire à Paris, par Christine Gouzi, 2000  (ISBN 2-903239-27-4).
- Les Patel, Pierre Patel (1605-1676) et ses fils, le paysage de ruines à Paris au XVIIe siècle, par Natalie Coural, 2001 (ISBN 2-903239-28-2).
- Louis-Jacques Durameau (1733-1796), par Anne Leclair, 2001  (ISBN 2-903239-29-0).
- Jean-François de Troy (1679 - 1752), par Christophe Leribault, 2002  (ISBN 2-903239-30-4). Prix du Syndicat National des Antiquaires  pour le Livre d'Art.
- Nicolas Antoine Taunay (1755 - 1830), par Claudine Lebrun Jouve, 2003  (ISBN 2-903239-36-3).
- Noël-Nicolas Coypel (1690-1734), par Jérôme Delaplanche, 2004  (ISBN 2-903239-31-2).
- François du Quesnoy (1597 - 1643), par Marion Boudon-Machuel, 2005  (ISBN 2-903239-32-0). Prix du Syndicat National des Antiquaires  pour le Livre d'Art.
- Louis Bréa (ca.1450- ca.1523), par Claire-Lise Schwok, 2005  (ISBN 2-903239-33-9). (épuisé)
- Daniel Dumonstier (1574-1646), par Daniel Lecœur, 2006  (ISBN 2-903239-34-7).
- Joseph Parrocel (1646-1704). La nostalgie de l'héroïsme, par Jérôme Delaplanche, 2006  (ISBN 2-903239-35-5).
- Nicolas Régnier (ca.1588-1667), par Annick Lemoine, 2007  (ISBN 978-2-903239-37-4). Prix du Syndicat National des Antiquaires pour le Livre d'Art.
- Giovan Francesco Rustici (1475-1554), par Philippe Sénéchal, 2007  (ISBN 978-2-903239-38-1).
- Charles Meynier (1763-1832), par Isabelle Mayer-Michalon, 2008  (ISBN 978-2-903239-39-8).
- Jean-Baptiste Deshays (1729-1765), par André Bancel, 2008  (ISBN 978-2-903239-40-4).
- Jean-Baptiste Marie Pierre (1714-1789), Premier peintre du roi, par Nicolas Lesur et Olivier Aaron, 2009  (ISBN 978-2-903239-41-1).

### Années 2010
- Jean Jouvenet (1644-1717) et la peinture d'histoire à Paris, par Antoine Schnapper, nouvelle édition complétée par Christine Gouzi, 2010  (ISBN 978-2-903239-42-8).
- Pierre Jacques Volaire (1729 - 1799) dit le chevalier Volaire, par Émilie Beck Saiello, 2010  (ISBN 978-2-903239-41-1).
- Jacob van Loo (1614-1670), par David Mandrella, 2011  (ISBN 978-2-903239-44-2).
- Portraits dessinés de la Cour des Valois - Les Clouet de Catherine de Médicis, par Alexandra Zvereva, 2011  (ISBN 978-2-903239-45-9) (épuisé).
- La Chapelle royale de Versailles - Le dernier grand chantier de Louis XIV, par Alexandre Maral, 2011  (ISBN 978-2-903239-46-6).
- Robert Nanteuil (1623-1678), par Audrey Adamczak, 2011  (ISBN 978-2-903239-47-3).
- Charles-Joseph Natoire (1700-1777), par Susanna Caviglia-Brunel, 2012  (ISBN 978-2-903239-48-0).
- Philippe-Jacques de Loutherbourg (1740-1812), par Olivier Lefeuvre, 2012  (ISBN 978-2-903239-49-7).
- Charles Errard (ca. 1601-1689) - La noblesse du décor, par Emmanuel Coquery, 2013  (ISBN 978-2-903239-50-3).
- François-André Vincent (1746-1816) - entre Fragonard et David, par Jean-Pierre Cuzin, 2013  (ISBN 978-2-903239-51-0) (épuisé).
- La Peinture d'histoire en France (1860-1900), par Pierre Sérié, 2014  (ISBN 978-2-903239-52-7).
- Jean-Baptiste Perronneau (1715-1783), par Dominique d'Arnoult, 2014  (ISBN 978-2-903239-54-1).
- Bertholet Flémal (1614-1675), par Pierre-Yves Kairis, 2015  (ISBN 9782903239565).
- Girardon. Le sculpteur de Louis XIV, par Alexandre Maral et Françoise de La Moureyre, 2015  (ISBN 978-2-903239-55-8).
- Les Bronzes Barbedienne. L'œuvre d'une dynastie de fondeurs, par Florence Rionnet, 2016  (ISBN 978-2-903239-58-9).
- Albert Bartholomé (1848-1928), par Thérèse Burollet, 2017  (ISBN 978-2-903239-57-2).
- Joseph-Benoît Suvée, un artiste entre Bruges et Paris, par Sophie Join-Lambert et Anne Leclair, 2017  (ISBN 978-2-903239-60-2).
- Jean-Bernard Restout (1732-1796), Peinture du roi et révolutionnaire, par Nicole Willk-Brocart, 2018  (ISBN 978-2-903239-59-6).
- Versailles en ses marbres, Politique royale et marbriers du roi, par Sophie Mouquin, 2018  (ISBN 978-2-903239-61-9) (épuisé).
- Guy François (vers 1578-1650), Peintre caravagesque du Puy-en-Velay, par Bruno Saunier, 2018  (ISBN 978-2-903239-63-3).
- Louis-Léopold Boilly (1761-1845), par Étienne Bréton et Pascal Zuber, 2019  (ISBN 978-2-903239-64-0).

### Années 2020
- René-Antoine Houasse. Peindre pour Louis XIV, par Matthieu Lett, 2020  (ISBN 978-2-903239-65-7).
- Antoine Coysevox. Le sculpteur du Grand Siècle, par Alexandre Maral et Valérie Carpentier-Vanhaverbecke, 2020  (ISBN 978-2-903239-66-4).
- Les Mays de Notre-Dame de Paris, par Delphine Bastet, 2021  (ISBN 978-2-903239-67-1).
- La Chapelle royale de Versailles. Le dernier chantier de Louis XIV, par Alexandre Maral, 2021 (2011)  (ISBN 978-2-903239-69-5).
- Alexandre-Évariste Fragonard, Fragonard fils, par Rébecca Duffeix, 2022  (ISBN 978-2-903239-68-8).
- Louis Lagrenée (1725-1805), par Joseph Assémat-Tessandier, 2022  (ISBN 978-2-903239-70-1).
- Nicolas-Guy Brenet (1728-1792), par Marie Fournier, 2023  (ISBN 978-2-903239-71-8).
- Pierre Subleyras (1699-1749), par Nicolas Lesur, 2023  (ISBN 978-2-903239-72-5).
- Pietro Paolini (1603-1681), par Nikita de Vernejoul, 2024  (ISBN 978-2-903239-73-2).
- François Rude (1784-1855). Le souffle romantique, par Wassili Joseph, 2024  (ISBN 978-2-903239-74-9).
- Michel Dorigny (1616-1665). Vouet en héritage, par Damien Tellas, 2025 (ISBN 978-2-903239-76-3)

## Prix
- 2002 : Prix Louis Fould de l'Académie des Inscriptions et Belles-Lettres et Prix Hercule Catenacci de l'Académie des Sciences morales et politiques pour Les Patel ; Prix SNA du livre d'art pour Jean-François de Troy (1679-1752).
- 2006 : Prix SNA du livre d'art pour François du Quesnoy (1597-1643).
- 2007 : Prix SNA du livre d'art pour Nicolas Régnier (ca 1588-1667).
- 2008 : Prix Richtenberger de l'Académie des Beaux-Arts et Prix Eugène Carrière de l'Académie française pour Nicolas Régnier (ca 1588-1667) ; Prix de Joest de l'Académie des Beaux-Arts pour Giovan Francesco Rustici (1475-1554).
- 2010 : Prix Alfred Verdaguer de l'Institut de France pour Jean-Baptiste Marie Pierre (1714-1789).
- 2011 : Prix Germaine et André Lequeux de l'Institut de France et Prix de l'Académie du Var pour Pierre-Jacques Volaire (1729-1799) ; Prix du Festival du livre d'art et du film de Perpignan pour Jacob van Loo (1614-1670) ; Prix Marianne Roland Michel pour Philippe-Jacques de Loutherbourg (1740-1812).
- 2012 : Prix Eugène Carrière de l'Académie française pour Robert Nanteuil (1623-1678) ; Prix d'Académie de l'Académie française pour La Chapelle de Versailles ; Prix Louis Fould de l'Académie des Inscriptions et Belles-Lettres et Prix du rayonnement pour la langue et la littérature française de l'Académie française pour Portraits dessinés de la Cour des Valois.
- 2015 : Prix Eugène Carrière de l'Académie française pour Jean-Baptiste Perronneau (1715-1783).
- 2016 : Prix Eugène Carrière de l'Académie française pour Bertholet Flémal (1614-1675).
- 2017 : Prix Paul-Marmottan de l'Académie des Beaux-Arts pour Albert Bartholomé (1848-1928) ; Prix Drouot du livre d'art pour François Girardon. Le sculpteur de Louis XIV.
- 2018 : Prix SNA du livre d'art pour Versailles en ses marbres ; Prix Eugène Carrière de l'Académie française pour Joseph-Benoît Suvée.
- 2019 : Médaille Gobert de l'Académie des Inscriptions et Belles-Lettres et Prix Eugène Carrière de l'Académie française pour Versailles en ses marbres.
- 2020 : Prix XVIIe siècle pour Antoine Coysevox. Le sculpteur du Grand Siècle ; Prix Paul-Marmottan de l'Académie des beaux-arts et Prix Eugène Carrière de l'Académie française pour Louis-Léopold Boilly (1761-1845).
- 2021 : Prix du Cercle Montherlant Académie des Beaux-Arts, Prix du Livre d'Art SNA et Prix Eugène Carrière de l'Académie française pour Antoine Coysevox. Le sculpteur du Grand Siècle.
- 2023 : Prix Eugène Carrière de l'Académie française pour Louis Lagrenée (1725-1805).
- 2024 : Prix spécial de la Fondation pour l'Art et la Recherche pour Les Mays de Notre-Dame de Paris.
- 2024 : Prix Eugène Carrière de l'Académie française pour Nicolas-Guy Brenet (1728-1792).
- 2024 : Prix Bernier pour Pierre Subleyras (1699-1749).
- 2025 : Prix Eugène Carrière de l'Académie française pour François Rude (1784-1855). Le souffle romantique.

## Recensions et avis divers sur des sites externes
- (20 octobre 2014) La Peinture d’histoire en France 1860-1900. La lyre ou le poignard : Recension de Didier Rykner, La Tribune de l'Art.
- (9 mars 2017) Les bronzes Barbedienne : Florence ressuscite les fondeurs Barbedienne, Ouest France - Pays de la Loire.
- (14 janvier 2018) Joseph-Benoît Suvée (1743-1807). De Bruges à Rome, un peintre face à David - l'exposition de Tours, musée des Beaux-Arts. La Tribune de l'Art.
- (27 juin 2018) Jean-Bernard Restout (1732-1796) : compte rendu par Noémi Duperron, Histara - Les comptes rendus.
- (28 août 2018) Albert Bartholomé (1848-1928) : compte rendu par Claire Maingon, Histara - Les comptes rendus.